# Луций Арунций Фурий Скрибониан
Вижте пояснителната страница за други личности с името Луций Арунций.
Луций Арунций Фурий Скрибониан (на латински: Lucius Arruntius Furius Scribonianus; * ок. 25; † ок. 53) е политик на Римската империя през първата половина на 1 век.
Скрибониан произлиза от фамилията Арунции, клон Фурии. Син е на Вибия (или Виниция) и Луций Арунций Камил Скрибониан (консул 32 г.) се казва по рождение Марк Фурий Камил Скрибоний и е осиновен от Луций Арунций (консул 6 г.). Баща му е брат на Ливия Медулина Камила (годеница на император Клавдий от 8 г.). Брат е на Арунция Камила.
Неговият баща е узурпатор в Далмация срещу Клавдий и е убит през 42 г.
Скрибониан става градски префект и е приет в колегията на Арвалските братя и става квестор през 49 г. През 52 г. е осъден заедно с майка си на изгнание, заради действията му по време на смъртта на Клавдий. Двамата са изгонени от Италия. Той умира около 53 г. по неизвестни причини.